# Штатилм
Штатилм (њем. Stadtilm) град је у њемачкој савезној држави Тирингија. Једно је од 44 општинска средишта округа Илм. Према процјени из 2010. у граду је живјело 4.963 становника. Посједује регионалну шифру (AGS) 16070048.

## Географски и демографски подаци
Штатилм се налази у савезној држави Тирингија у округу Илм. Град се налази на надморској висини од 360 метара. Површина општине износи 17,3 km². У самом граду је, према процјени из 2010. године, живјело 4.963 становника. Просјечна густина становништва износи 287 становника/km².